# Sołtmany (Prostki)
Sołtmany [sɔu̯tˈmanɨ] (deutsch Soltmahnen) ist ein Dorf in der polnischen Woiwodschaft Ermland-Masuren und gehört zur Landgemeinde Prostki (Prostken) im Powiat Ełcki (Kreis Lyck).

## Geographische Lage
Sołtmany liegt im Osten der Woiwodschaft Ermland-Masuren, 15 Kilometer südlich der Kreisstadt Ełk (Lyck).

## Geschichte
Bereits vor 1539 wurde Soltmahnen gegründet, das noch vor 1945 lediglich aus mehreren kleinen Höfen und Gehöften bestand. Im Jahre 1785 wurde es als königliches Bauerndorf mit elf Feuerstellen genannt und 1818 als Bauerndorf mit 15 Feuerstellen und 72 Einwohnern. 
1874 wurde Soltmahnen in den neu errichteten Amtsbezirk Gorczitzen (1928 bis 1945 Deumenrode, polnisch Gorczyce) eingegliedert, der – vor 1908 in „Amtsbezirk Borken“ umbenannt – bis 1945 bestand und zum Kreis Lyck im Regierungsbezirk Gumbinnen (ab 1905 Regierungsbezirk Allenstein) in der preußischen Provinz Ostpreußen gehörte.
In Soltmahnen waren 1910 insgesamt 151 Einwohner gemeldet. Ihre Zahl verringerte sich bis 1933 auf 112 und belief sich 1939 auf 117.
Aufgrund der Bestimmungen des Versailler Vertrags stimmte die Bevölkerung im Abstimmungsgebiet Allenstein, zu dem Soltmahnen gehörte, am 11. Juli 1920 über die weitere staatliche Zugehörigkeit zu Ostpreußen (und damit zu Deutschland) oder den Anschluss an Polen ab. In Soltmahnen stimmten 100 Einwohner für den Verbleib bei Ostpreußen, auf Polen entfiel keine Stimme.
In Kriegsfolge kam Soltmahnen 1945 mit dem gesamten südlichen Ostpreußen zu Polen und trägt seitdem die polnische Namensform „Sołtmany“. Das Dorf ist heute Sitz eines Schulzenamtes (polnisch sołectwo) und mit seinen 62 Einwohnern eine Ortschaft im Verbund der Landgemeinde Prostki (Prostken) im Powiat Ełcki (Kreis Lyck), vor 1998 der Woiwodschaft Suwałki, seither der Woiwodschaft Ermland-Masuren zugehörig.

## Kirche
Soltmahnen war bis 1945 in die evangelische Kirche Ostrokollen (1938 bis 1945 Scharfenrade, polnisch Ostrykół) in der Kirchenprovinz Ostpreußen der Kirche der Altpreußischen Union und in die katholische St.-Adalbert-Kirche Lyck (polnisch Ełk) im Bistum Ermland eingepfarrt.
Heute ist Sołtmany Teil der katholischen Pfarrei Prostki (Prostken) mit der Filialkirche Ostrykół im Bistum Ełk der Römisch-katholischen Kirche in Polen bzw. gehört zur evangelischen Kirchengemeinde in Ełk, einer Filialgemeinde der Pfarrei Pisz (Johannisburg) in der Diözese Masuren der Evangelisch-Augsburgischen Kirche in Polen.

## Verkehr
Sołtmany liegt westlich der verkehrsreichen polnischen Landesstraße DK 65 (einstige deutsche Reichsstraße 132) und ist über eine Nebenstraße von Prostki (Prostken) aus über Krupin (Krupinnen, 1938 bis 1945 Kleinwittingen) in Richtung Kobylin (Gut Kobylinnen, 1938 bis 1945 Kobilinnen) zu erreichen.
Die nächste Bahnstation ist Prostki an der einstigen Bahnstrecke Königsberg–Brest, die heute nur noch von Korsze (Korschen) aus bis nach Białystok betrieben wird.